# Bekarlar, Gülağaç
Bekarlar là một thị trấn thuộc huyện Gülağaç, tỉnh Aksaray, Thổ Nhĩ Kỳ. Dân số thời điểm năm 2010 là 1.629 người.